# Wydawnictwo Zakamarki
Wydawnictwo Zakamarki – poznańskie wydawnictwo, specjalizujące się w szwedzkiej i francuskiej literaturze dziecięcej i młodzieżowej.

## Historia
Wydawnictwo działa od sierpnia 2007 roku. Założyła je Katarzyna Skalska, nauczycielka języka szwedzkiego i tłumaczka, szukająca sposobu na opublikowanie w Polsce szwedzkiej literatury dziecięcej. Pierwszą wydaną przez Zakamarki książką były Przygody Astrid – zanim została Astrid Lindgren, opublikowane 23 sierpnia 2007.
Początkowo Wydawnictwo Zakamarki należało do szwedzkiej grupy wydawniczej Norstedts, po czterech latach przeszło na własność Katarzyny Skalskiej i  Natalii Walkowiak. W ciągu dotychczasowej działalności opublikowało ponad 340 tytułów.

## Działalność
Zakamarki publikują szwedzką i francuską literaturę dziecięcą i młodzieżową. Do ich autorów należą m.in. Astrid Lindgren, Moni Nilsson (seria o Tsatsikim), Barbro Lindgren (seria o Maksie i seria o Bolusiu), Gunilla Bergström (seria o Albercie), Ramona Bǎdescu (seria o Pomelo), Martin Widmark (serie detektywistyczne o Lassem i Mai oraz o Dawidzie i Larisie), Åsa Lind (seria o Piaskowym Wilku), Ulf Stark, Eva Susso oraz Pija Lindenbaum.
Wydawnictwo prowadzi także działalność kulturalną skierowaną do dzieci.

## Wyróżnienia i nagrody
KONKURS IBBY DZIECIĘCY BESTSELLER ROKU DONG:
- 2008 wyróżnienie dla  Jak tata pokazał mi wszechświat, Czy umiesz gwizdać, Joanno?
- 2011 wyróżnienie dla  Magiczne tenisówki mojego przyjaciela Percy’ego
- 2012 wyróżnienie dla  Dziwne zwierzęta (jury dziecięce)

KONKURS DOBRE STRONY
- 2014 – Nagroda specjalna jury konkursu za książkę Chusta babci
- 2015 – Nagroda główna za książkę Wróg

KONKURS ŚWIAT PRZYJAZNY DZIECKU
Wyróżnienia
- 2008 – Jak tata pokazał mi wszechświat
- 2010 – seria o Bincie, Lalo i Babo, Seria o Piaskowym Wilku, Seria o Tsatsikim, Rok z Linneą
- 2011 – seria o Nusi, Księżniczki i smoki
- 2012 – seria o Pomelo, Moje szczęśliwe życie
- 2014 – Kajtek i Miś, Prezent dla Cebulki, Wróg
- 2015 – Zapiski babci, Zapiski dziadka, Ilustrowany inwentarz zwierząt, Ilustrowany inwentarz drzew
- 2016 – Lubię Leosia, Doris ma dość, Liczymy na spacerze. Matematyka na każdą pogodę
- 2017 – Zrób to krok po kroku
- 2018 – Pomelo rośnie, Piraci Oceanu Lodowego
- 2019 – Gili, gili - słówka z ostatniej chwili, Teraz będziesz kurą, Chłopiec, dziewczynka i mur
- 2020 – Przygody Astrid zanim została Astrid Lindgren

Nagrody główne
- 2012 – Uczucia, co to takiego?
- 2016 – Wielka historia małej kreski
- 2017 – seria Co Wokoło, Mój przyjaciel Stefan, Autochody
- 2018 – Okropny rysunek!, Sznurówka, ptak i ja, O tym można rozmawiać tylko z królikami
- 2019 – Tańcz, Córko Księżyca!, Albercie, ty złodzieju!
- 2020 – Małe, Żadnej przemocy!, seria Stiny Wirsén (Czyje spodnie?, Kto się złości?, Komu leci krew?, Kto decyduje?)
- 2021 – Opowiastka o staruszku i psie; Zamek; Pudle i frytki; Małpa mordercy; Tyle miłości nie może umrzeć[10]
- 2022 – Dom Knuta; Ja i inni; Albert mówi NIE; Albert w kosmosie; Miny Alberta; seria Rodzina Obrabków[11]